# Listă de conducători de stat din 723
719 - 720 - 721 - 722 - 723 - 724 - 725 - 726 - 727
Aceasta este o listă a conducătorilor de stat din anul 723:

## Europa
- Anglia, statul anglo-saxon Northumbria: Osric (rege, 718-729)
- Anglia, statul anglo-saxon East Anglia: Aelfwald (Alfwold) (rege, 713?-749)
- Anglia, statul anglo-saxon Essex: Saelred și Swaefberht (Swebert) (regi, 708/709-746)
- Anglia, statul anglo-saxon Kent: Wihtred (rege, 694-725)
- Anglia, statul anglo-saxon Mercia: Ethelbald (rege, 716-757)
- Anglia, statul anglo-saxon Sussex: Nunna (Nothelm) și Watt (regi, după 692-725)
- Anglia, statul anglo-saxon Wessex: Ine (rege, 688-726)
- Asturia: Pelayo (rege, 718-737)
- Bavaria: Grimoald (duce din dinastia Agilolfingilor, c. 716-725), Tassilo al II-lea (duce din dinastia Agilolfingilor, înainte de 725-737) și Hugbert (duce din dinastia Agilolnfingilor, înainte de 725-737)
- Benevento: Romuald al II-lea (duce, 706-732)
- Bizanț: Leon al III-lea (împărat din dinastia Isauriană, 717-741)
- Bulgaria: Kormisoș (Kormesi) (han, 721-738)
- Francii: Theuderich al IV-lea (rege din dinastia Merovingiană, 721-737)
- Friuli: Pemmo (duce, 706-739)
- Gruzia, statul Khartlia (Iberia): Guaram al III-lea (suveran, 693-cca. 748)
- Longobarzii: Liutprand (rege, 712-744)
- Neapole: Theodor (duce bizantin, 718/719-729/730)
- Ravenna: Scolasticus (exarh, 713-726) și Paul (exarh, 723-727)
- Scoția, statul picților: Nechtan al IV-lea (rege, 706-724, 728-729)
- Scoția, statul celt Dalriada: Selbach (rege, 700-723) și Dungal (rege, 723-726)
- Spoleto: Faroald al II-lea (duce, 703-724)
- Statul papal: Grigore al II-lea (papă, 715-731)
- Veneția: Marcellus (magister militum, 717-726)

## Asia

### Orientul Apropiat
- Bizanț: Leon al III-lea (împărat din dinastia Isauriană, 717-741)
- Califatul omeiad: Iazid al II-lea ibn Abd al-Malik (calif din dinastia Maruanizilor, 720-724)

### Orientul Îndepărtat
- Cambodgia, statul Tjampa: Vikrantavarman al II-lea (rege din a patra dinastie, 686?-731?)
- China: Huanzong (împărat din dinastia Tang, 712-756)
- Coreea, statul Silla: Songdok (Hunggwang) (rege din dinastia Kim, 702-737)
- India, statul Chalukya: Vijayaditya (rege, 696-733/734)
- India, statul Chalukya răsăriteană: Vișnuvaradhana al III-lea (rege, 709-746)
- India, statul Pallava: Parameșvaravarman al II-lea (rege din a doua dinastie, 720-731)
- Kashmir: Lalitaditya I (Muktapida) (rege, 695-732)
- Japonia: Genșo (împărăteasă, 715-724)
- Nepal: Nandadeva (rege din dinastia Thakuri, 711-724) și Șivadeva al III-lea (Viradeva, Paramabhattaraka Maharajadhiraja) (rege din dinastia Thakuri, 714/724-740)
- Sri Lanka: Aggabodhi al VI-lea Silamegha (rege din dinastia Silakala, 719-759)
- Tibet: Mes-ag-ts'oms (chos-rgyal, 704-754/755)